# Sadiyeh - Bsentiya
Sadiyeh - Bsentiya (tiếng Ả Rập: السعدية بسندتيا) là một ngôi làng Syria nằm ở Darkush Nahiyah thuộc huyện Jisr al-Shughur, Idlib. Theo Cục Thống kê Trung ương Syria (CBS), Sadiyeh - Bsentiya có dân số 621 người trong cuộc điều tra dân số năm 2004.